# S-15

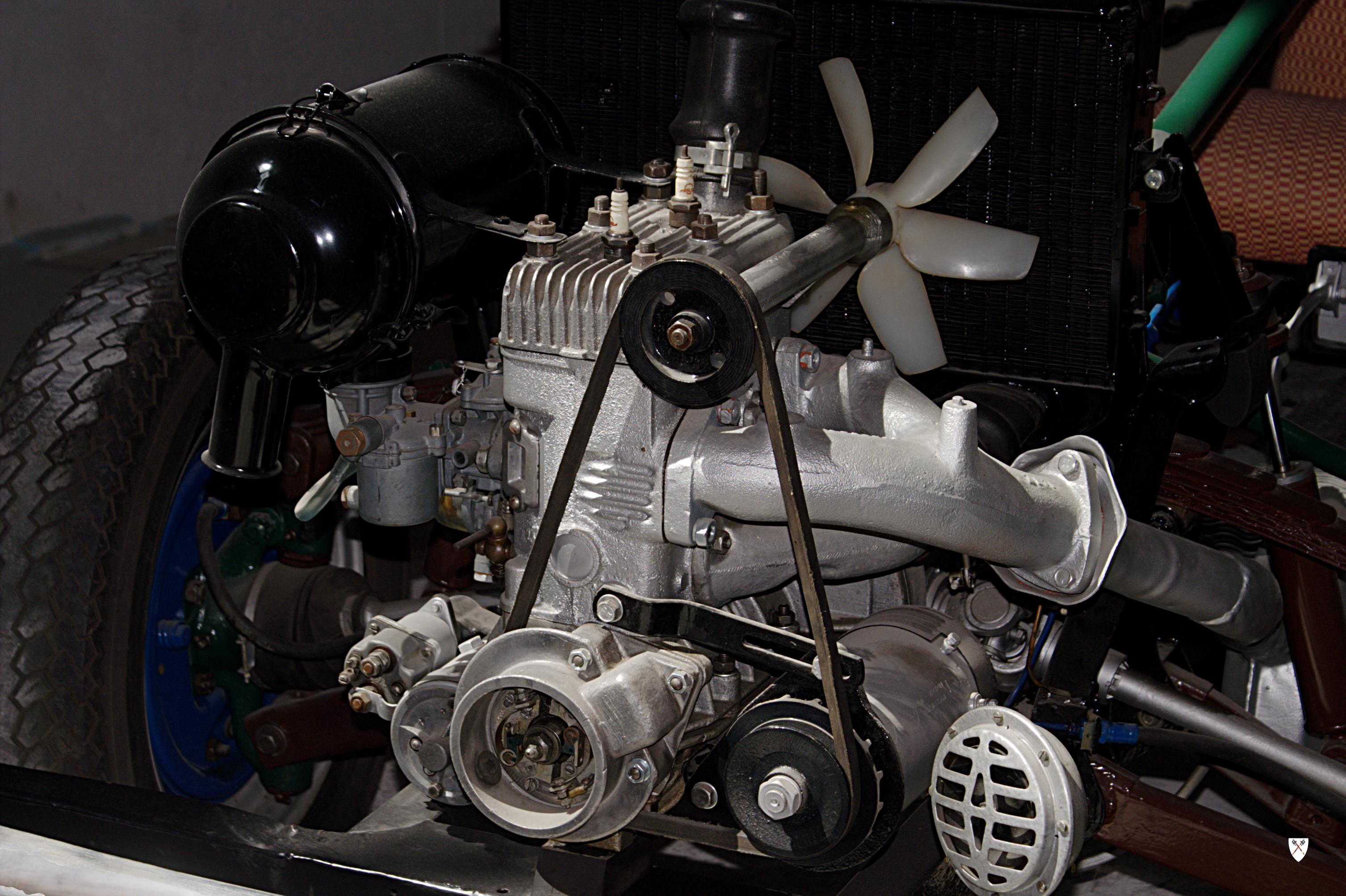
Silnik S-15 albo S-150

S-15 – polski silnik do samochodu FSO Syrena, w wersji rozwojowej dostosowany do napędu motopompy "Polonia" M800 wprowadzony od modelu Syrena 100 do 102, w wersji rozwojowej S-150 do modelu Syrena-103.
Był to silnik dwucylindrowy, dwusuwowy o pojemności 744 cm³ i mocy 27 KM (30 KM w wersji S-150 i 24 KM do motopompy). 
Konstruktorem silnika był inż. Fryderyk Bluemke z Bielska-Białej. Konstruktorami wiodącymi byli: inż. Jan Kubica, mgr inż. Jerzy Slawik.
Silnik ten miał termosyfonowy, mało wydajny układ chłodzenia przez co miał tendencje do przegrzewania się w upalne dni z pełnym obciążeniem. Charakterystyka zewnętrzna silnika była dwubiegunowa, z dwoma szczytami w zakresie maksymalnego momentu obrotowego. 
Silnik ten dysponował niedoborem mocy, jednak tą samą cechę miały inne pojazdy z tego okresu (np. P70).
Należy podkreślić, że najpierw opracowano silnik S-15 do napędu Syreny, a dopiero później dostosowano zmodyfikowaną wersję tego silnika do napędu motopompy - nie odwrotnie.
Silnik ten posiadał odrębne cewki dla każdego cylindra i każda cewka była zasilana z odrębnego przerywacza. Dodatkowo cały aparat zapłonowy można było przekręcać, regulując wyprzedzenie zapłonu dla wszystkich cylindrów jednocześnie. W przyjętym rozwiązaniu nie był potrzebny rozdzielacz zapłonu. Silnik łatwo się uruchamiał, nie wymagał wysokooktanowego paliwa.
W silniku S-15M zastosowano zupełnie inny układ chłodzenia typu pośredniego, z wężownicą i chłodzeniem wody w chłodnicy wodą pobieraną z nasady tłocznej motopompy. W typie S-150 podniesiono stopień sprężania i zmodyfikowano układ wydechowy – przez co moc maksymalna nieznacznie wzrosła.
Podzespoły silnika S-15 (tłoki, korbowody) były używane też do produkcji innego silnika, S-261C o takim samym skoku tłoka i tej samej średnicy cylindra. W układzie jednocylidrowym i chłodzeniu powietrzem był zastosowany do napędu motopompy M400 i do ciągników ogrodniczych C-308 i Dzik-2.

## Dane techniczne
- liczba cylindrów 2.
- rozrząd tłokowy
- pojemność skokowa 744 cm³.
- średnica cylindra 76 mm.
- skok tłoka 82 mm.
- stopień sprężania 7–7,4.
- maksymalna moc 27 KM przy 4000 rpm (30 KM dla S-150 i 24 KM dla S-15M).
- maksymalny moment obrotowy 62,5–64 Nm przy 2000 rpm.
- wymagana liczba oktanowa paliwa 78.
- Smarowanie mieszankowe w proporcji 1:25.
- chłodzenie cieczą z samoczynnym obiegiem.
- masa suchego silnika 65 kg.